# Joe DiBiase
Joseph DiBiase, conosciuto come Joe DiBiase (19 agosto 1957), è un bassista statunitense, noto per essere stato membro della progressive metal band Fates Warning.

## Carriera
Joe DiBiase è stato il bassista - nonché uno dei membri fondatori - dei Fates Warning, facendo parte della band di Hartford dagli inizi, quando si chiamavano ancora Misfit, fino al 1996. Ha lasciato la band - e conseguentemente anche la carriera di musicista - per dedicarsi alla famiglia.
Con i Fates Warning ha pubblicato 7 album in studio, nei quali ha contribuito anche come co-autore di brani quali: Silent Cries e Shades of Heavenly Death (componendo la musica con Jim Matheos, Frank Aresti e Steve Zimmerman) su No Exit; At Fates Hands (con Aresti, Matheos) su Perfect Symmetry.
Pur avendo cessato l'attività di musicista professionista, è tornato a suonare dal vivo con i Fates Warning per alcune date speciali: nel 2010, in cui riproposero interamente Parallels con la formazione del 1991; nel 2016, in cui han suonato per intero - con la formazione del 1986 - Awaken the Guardian al festival Keep It True XIX, in Germania, e al festival ProgPower XVII, in USA e da cui sono stati tratti un live album e video.

## Discografia

### Con i Misfit
- 1983 - Rehearsal 1983 (demo)
- 1985 - Misfit (demo)

### Con i Fates Warning
- 1984 - Night on Bröcken
- 1985 - The Spectre Within
- 1986 - Awaken the Guardian
- 1988 - No Exit
- 1989 - Perfect Symmetry
- 1991 - Parallels
- 1994 - Inside Out
- 1985 - Chasing Time (raccolta)
- 2017 - Awaken the Guardian Live (live album e video)

### Con gli Arch/Matheos
- 2019 - Winter Ethereal